# Osera de Ebro
Osera de Ebro es un pueblo de la Comarca Central, perteneciente a la Mancomunidad de la Ribera Izquierda del Ebro. El municipio, que tiene una superficie de 24,56 km², cuenta según el padrón municipal para 2024 del INE con 428 habitantes y una densidad de 17,42 hab./km². 
Parte de su término municipal está ocupado por la Reserva natural dirigida de los Sotos y Galachos del Ebro.

## Geografía
Integrado en la Comarca Central de Aragón, se sitúa a 35 kilómetros de Zaragoza, al sureste de la misma, en la margen izquierda del río Ebro. El término municipal está atravesado por la autopista AP-2 y la carretera nacional N-2 entre los pK 349 y 357. 
El relieve del territorio es predominantemente llano al encontrarse en el valle del Ebro, río que discurre por el sur de oeste a este. La altitud del municipio oscila entre los 320 metros y los 160 metros. El pueblo se alza a 174 metros sobre el nivel del mar. 
| Noroeste: Villafranca de Ebro | Norte: Villafranca de Ebro | Noreste: Pina de Ebro |
| Oeste: Villafranca de Ebro    |                            | Este: Pina de Ebro    |
| Suroeste: Fuentes de Ebro     | Sur: Fuentes de Ebro       | Sureste: Pina de Ebro |

## Historia
No se tiene una idea clara sobre el origen del pueblo, las primeras referencias documentales aparecen en 1138. Durante la Edad Media y moderna el terreno perteneció a varios señores feudales : A los Comel, señores de Alfajarín, de 1348 a 1382, a la Baronía de Quinto en el siglo XV, y desde 1626 fue marquesado. El nombre de Osera tiene dos posibles significados: uno que cuenta que antiguamente los osos bajaban del monte a beber agua a esta zona y otro que puede referirse al pueblo como un lugar donde se han hallado multitud de huesos. Históricamente, la villa siempre ha mantenido el mismo número de habitantes que en la actualidad. En el centro de Osera se encuentra la torre del campanario de la iglesia de Santa Engracia (construida en 1575 y restaurada en 1985), junto a ella los restos de lo que un día fue un castillo medieval. Las fiestas oficiales se celebran en noviembre (en honor de san Martín) y en abril (en honor a Santa Engracia), pero además se realizan numerosas actividades durante el resto del año (Nochevieja, Reyes, San Isidro, la fiesta del AMPA, La Noche en Blanco, Oseraween...) que hacen de Osera un pueblo con una gran actividad social en el que todos sus habitantes son partícipes del éxito de cada una de ellas.

## Demografía
Osera de Ebro cuenta con una población de 428 habitantes (INE 2024).
| Gráfica de evolución demográfica de Osera de Ebro entre 1842 y 2024 |
| |
| Población de derecho según los censos de población del INE Población de hecho según los censos de población del INEEn estos censos se denominaba Osera: 1842, 1857, 1860, 1877, 1887, 1897, 1900, 1910, 1920, 1930, 1940, 1950, 1960, 1970 y 1981 Entre el censo de 1857 y el anterior, crece el término del municipio porque incorpora a 505000 (Aguilar de Ebro) |

### Población por núcleos
Desglose de población según el Padrón Continuo por Unidad Poblacional del INE.
| Núcleos                 | Habitantes (2023) |
| ----------------------- | ----------------- |
| Aguilar de Ebro         | 3                 |
| Osera de Ebro           | 343               |
| Urbanización Extramuros | 54                |

## Administración y política

### Gobierno municipal
| 1979-1983 | Álvaro Carreras Sierra    | Ind.            |  |  |
| 1983-1987 | Santiago Buro Artigas     | PSOE            |  |  |
| 1987-1991 | Ángel Rubio Gascón        | PSOE            |  |  |
| 1991-1995 | Ángel Rubio Gascón        | PSOE            |  |  |
| 1995-1999 | Ángel Rubio Gascón        | PSOE            |  |  |
| 1999-2003 | Ángel Rubio Gascón        | PSOE            |  |  |
| 2003-2007 | ??                        | ??              |  |  |
| 2007-2011 | José Luis Périz Enfedaque | PP              |  |  |
| 2011-2015 | José Luis Périz Enfedaque | PP              |  |  |
| 2015-2019 | José Luis Périz Enfedaque | PP              |  |  |
| 2019-2023 | Enrique María Gómez       | PAR             |  |  |
| 2023-2027 | Enrique María Gómez       | Tu Aragón (C´s) |  |  |

| Partido político    | Partido político                                   | 2003   | 2007   | 2011   | 2015   | 2019   | 2023   |
| Partido político    | Partido político                                   | Ediles | Ediles | Ediles | Ediles | Ediles | Ediles |
|                     | Partido Popular de Aragón (PP)                     | 2      | 2      | 3      | 3      | 1      |        |
|                     | Partido de los Socialistas de Aragón (PSOE-Aragón) | 3      | 3      | 2      | 3      | 1      |        |
|                     | Partido Aragonés (PAR)                             | 2      | 2      | 2      | 1      | 0      |        |
|                     | Chunta Aragonesista (CHA)                          | —      | 0      | —      | —      | 0      |        |
|                     | Tú Aragón                                          | —      | —      | —      | —      | 5      |        |
| Total de concejales | Total de concejales                                | 7      | 7      | 7      | 7      | 7      |        |

#### Evolución de la deuda viva municipal
El concepto de deuda viva contempla solo las deudas con cajas y bancos relativas a créditos financieros, valores de renta fija y préstamos o créditos transferidos a terceros, excluyéndose, por tanto, la deuda comercial.
| Gráfica de evolución de la deuda viva del ayuntamiento entre 2008 y 2014                             |
| |
| Deuda viva del ayuntamiento en miles de Euros según datos del Ministerio de Hacienda y Ad. Públicas. |

La deuda viva municipal por habitante en 2014 ascendía a 366,42 €.